# Guldberg
Guldberg är ett danskt och norskt efternamn, som även finns i Sverige. Offentlig statistik tillgänglig i juni 2019 uppger följande antal bärare i de nordiska länderna
- Danmark 523[1]
- Norge 22[2]
- Sverige 40[3]
- Finland under 5[4]

## Personer med efternamnet Guldberg
- Alf Guldberg (1866–1936), norsk matematiker
- Axel Sophus Guldberg (1838–1913), norsk matematiker
- Carl August Guldberg (1812–1892), norsk präst och publicist
- Carl Edvard Guldberg (1823–1905), dansk blindpedagog
- Cathinka Guldberg (1840–1919), norsk diakonissa
- Cato Guldberg (1836–1902),norsk matematiker och kemist
- Gustav Adolph Guldberg (1854–1908), norsk anatom och antropolog
- Harry Guldberg (1890–1981), svensk jurist, justitieråd och hovrättspresident
- John Guldberg, dansk musiker med gruppen Laid Back
- Ove Guldberg (1918–2008), dansk politiker, Venstre-man
- Ove Høegh-Guldberg (1731–1808), dansk statsman